# Henryk Redlich

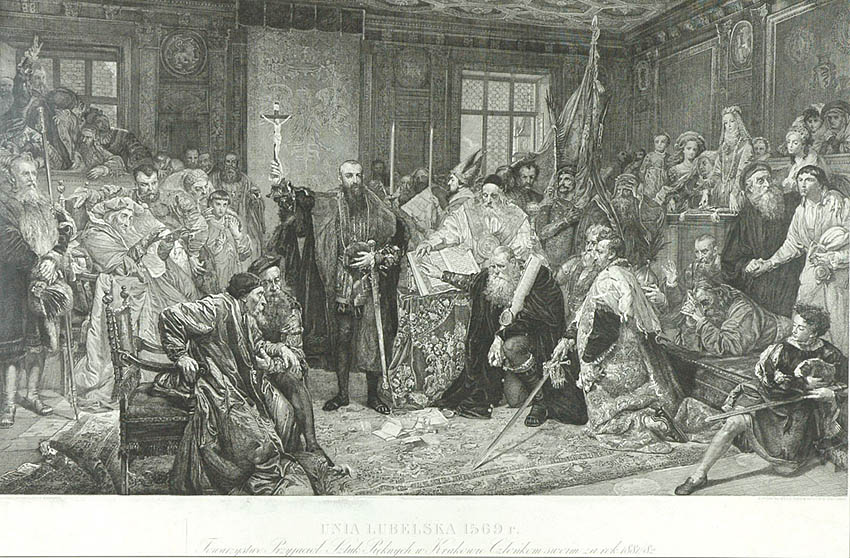
Henryk Redlich, miedzioryt Zygmunt August w Lublinie 1569 według obrazu Jana Matejki Unia lubelska

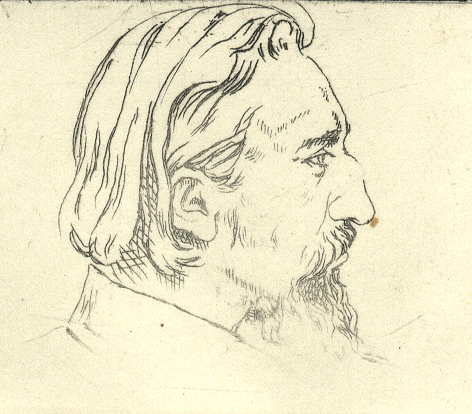
Autoportret Henryka Redlicha, 1884

Henryk Redlich (ur. 8 sierpnia 1838  w Łasku, zm. 7 listopada 1884 w Berlinie) – polski grafik i malarz.

## Życie
Urodził się w rodzinie polskich Żydów jako Hersz Redlich. Jego ojciec, Szmul, był kramarzem, matka, Miriam, zajmowała się domem. Początkowo kształcił się w Łasku. W 1850 roku wyjechał do szkoły we Wrocławiu, gdzie zaopiekował się nim przemysłowiec Alfred Bauer, który umożliwił mu dalszą naukę. W wieku około 18 lat przeniósł się do Kalisza, gdzie wspierał go lekarz Julian Goldberg, z którego synami się wychowywał. 
Podobno na rysunki nastoletniego Redlicha uwagę zwrócił rosyjski książę Golicyn, co sprawiło, że został jako uczeń umieszczony w zakładzie litograficznym Maksymiliana Fajansa w Warszawie, gdzie terminował dwa lata. W latach 1857–1863 dzięki stypendium państwowemu studiował w Szkole Sztuk Pięknych w Warszawie. W 1861 roku otrzymał nagrodę Szkoły za miedzioryt. Od 1862 roku, dzięki stypendium Towarzystwa Zachęty Sztuk Pięknych, przez pół roku kontynuował edukację w Dreźnie, a następnie od 1863 do 1869 roku w Akademii Sztuk Pięknych w Monachium, kształcąc się w rytownictwie (w lutym 1863 r. zgłosił się do Kupferstecherklasse). Jego nauczycielem był znany ówcześnie niemiecki grafik Julius Thaeter. Zarobkowo udzielał wówczas lekcji rysunku. Jego uczniem był Jan Rosen, późniejszy malarz-batalista. Był członkiem stowarzyszenia Münchener Kunstverein. Zaczął zyskiwać uznanie jako autor niezwykle precyzyjnych grafik reprodukcyjnych, m.in. nagrodzony zostaje medalem przez monachijską uczelnię.
W 1870 roku otworzył własne atelier w Monachium. Po 1872 roku powraca do Warszawy. W 1876 roku za grafikę Kazanie Skargi według obrazu Jana Matejki otrzymał nagrodę Akademii Sztuk Pięknych w Petersburgu i tytuł profesora tej uczelni. W 1878 roku dostał złoty medal na Wystawie Światowej w Paryżu za Unię Lubelską według Matejki (Zygmunt August w Lublinie 1569) i francuski order Legii Honorowej. Jego grafiki były wystawiane w 1882 roku podczas Wszechrosyjskiej Wystawy w Moskwie. Pracami Henryka Redlicha interesował się car Aleksander II.
Zmarł w Berlinie w 1884 roku, gdzie osiadł przed śmiercią.

## Twórczość
Henryk Redlich był znany przede wszystkim jako twórca doskonałych grafik, często będących reprodukcjami dzieł malarzy polskich, w tym Jana Matejki (m.in. Kazanie Skargi, Zygmunt August w Lublinie 1569, Stańczyk), Józefa Brandta (Kopernik wykładający swój system astronomiczny w Rzymie), Wojciecha Gersona oraz arcydzieł malarstwa europejskiego m.in. Rafaela Madonna Tempi. Dużą część swoich grafik wykonywał na zamówienie Towarzystwa Zachęty Sztuk Pięknych w Warszawie i Towarzystwa Przyjaciół Sztuk Pięknych w Krakowie. 
Malował również portrety olejne m.in. Iwana Turgieniewa i pejzaże.
Henryk Redlich pozostaje obecnie malarzem mało znanym, wręcz zapomnianym, chociaż w swojej epoce uchodził za wybitnego przedstawiciela sztuki.
Kolekcje grafik i rysunków Henryka Redlicha znajdują się w m.in. w zbiorach Muzeum Narodowego w Warszawie (pochodzi z zapisu kolekcjonera Cypriana Lachnickiego dokonanego w 1906 roku) i Biblioteki Polskiej w Paryżu.